# Santa Inês (kommun i Brasilien, Paraíba)
Santa Inês är en kommun i Brasilien.   Den ligger i delstaten Paraíba, i den östra delen av landet, 1 400 km nordost om huvudstaden Brasília. Antalet invånare är 3 539.
Omgivningarna runt Santa Inês är huvudsakligen savann. Runt Santa Inês är det glesbefolkat, med 8 invånare per kvadratkilometer.